# Staniszewo (Poméranie)
Pour les articles homonymes, voir Staniszewo.
Staniszewo est une localité polonaise de la gmina mixte et du powiat de Kartuzy en voïvodie de Poméranie. Elle se trouve à environ 29 km à l'ouest de la capitale régionale Gdańsk.

## Géographie

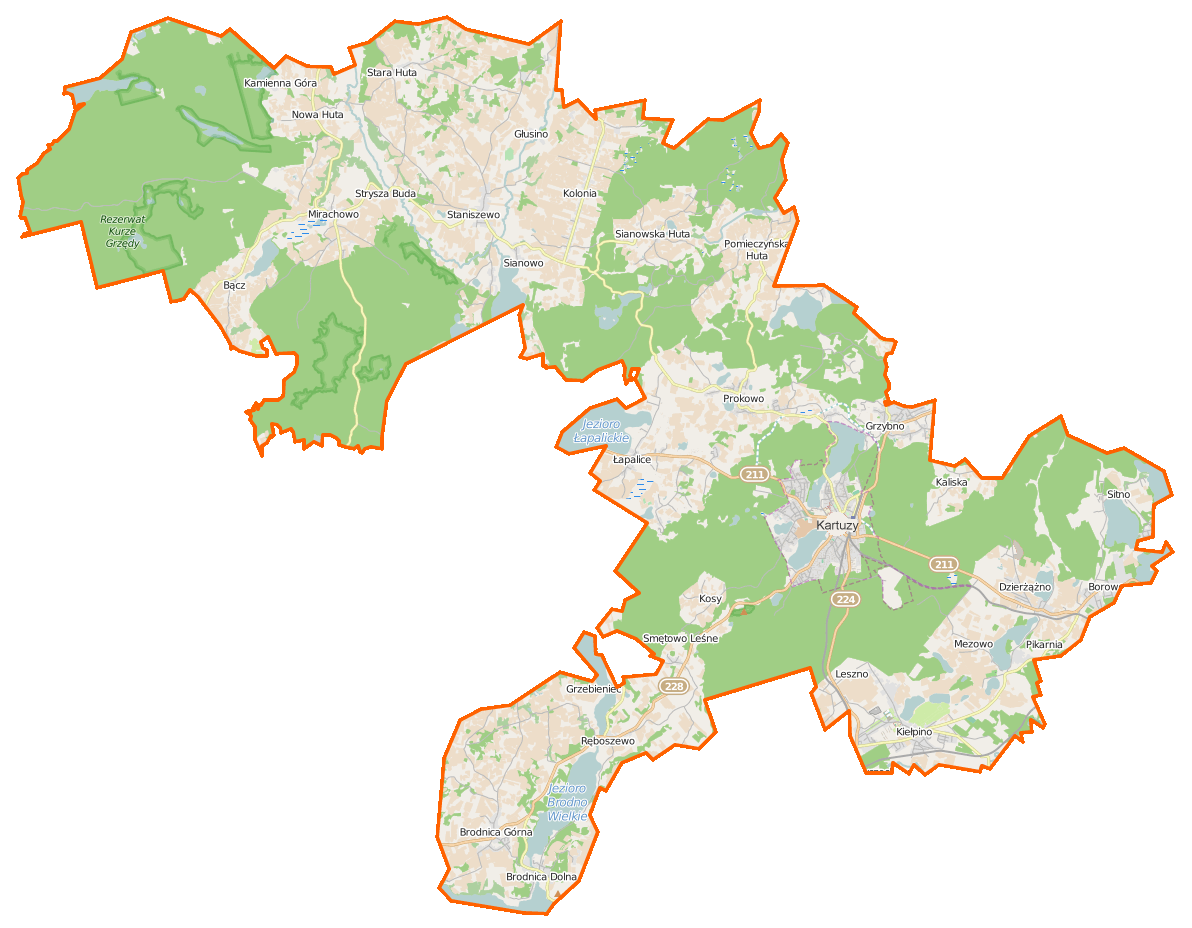
Carte de la gmina de Kartuzy.